# Serica suzukii
Serica suzukii är en skalbaggsart som beskrevs av Kobayashi 1983. Serica suzukii ingår i släktet Serica och familjen Melolonthidae. Inga underarter finns listade i Catalogue of Life.